# Запольський Анатолій Кирилович
Запольський Анатолій Кирилович — хімік, доктор технічних наук. Професор кафедри моніторингу ОНПС Житомирського національного агроекологічного університету. Професор кафедри біохімії та екології харчових виробництв, директор Інституту екологічних проблем у харчовій промисловості Національного університету харчових технологій. Учасник ліквідації наслідків аварії на Чорнобильській АЕС. Фахівець у галузі розробки технологій раціонального використання мінеральної сировини і водних ресурсів, комплексної переробки мінералізованих стічних та підготовки питних вод, утилізації відходів виробництв. Автор близько 300 наукових і навчально-методичних праць.

## Біографія

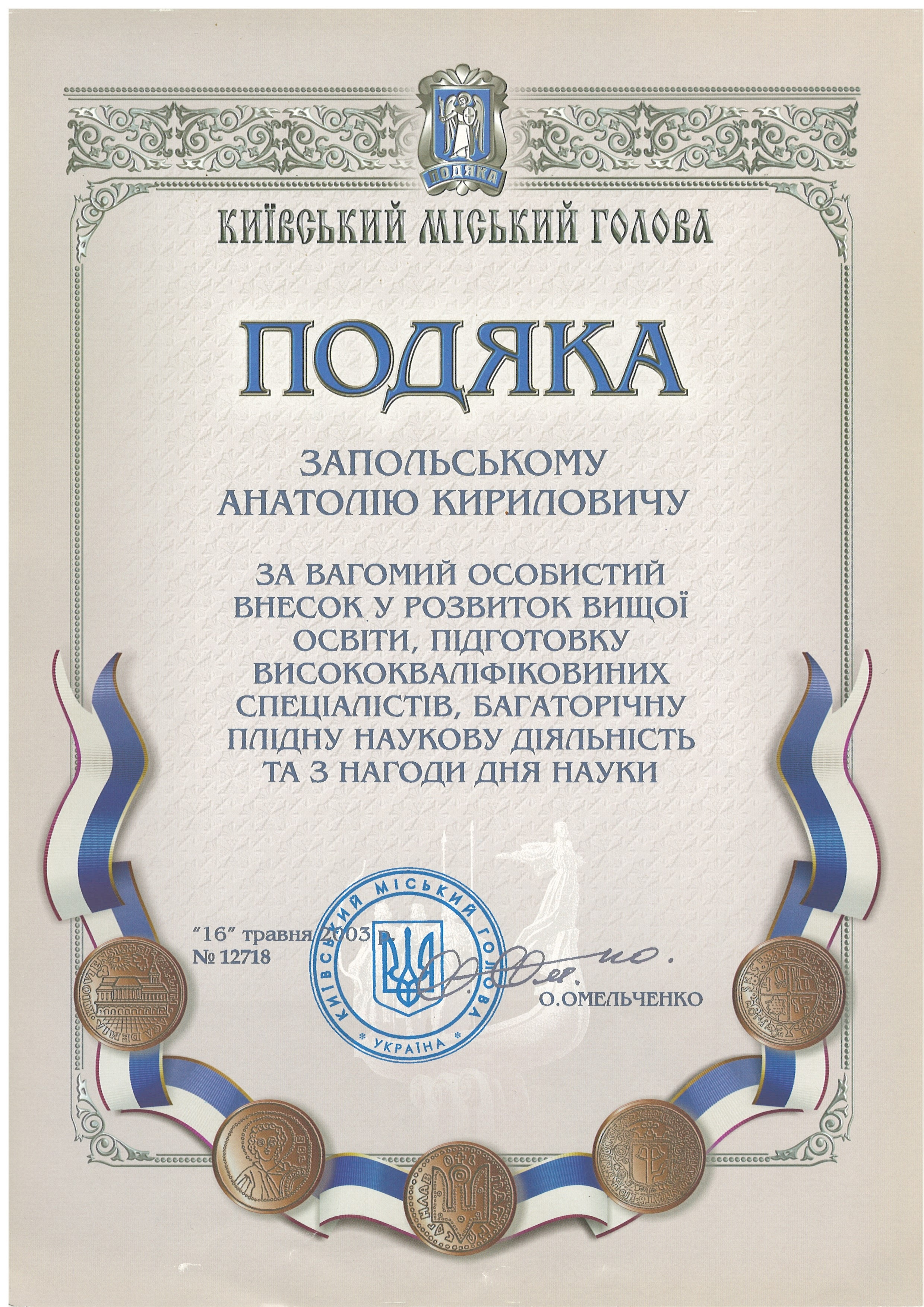

Народився 5 березня 1938 р. в м. Києві.
В 1955 р. закінчив середню школу № 132 в м. Києві з золотою медаллю.
В 1960 р. закінчив металургійний факультет Київського політехнічного інституту. Впродовж 1960-1962 рр. займався металургійною теплотехнікою та металургією сталі в Інституті використання газу АН України у відділі акад.. М. М. Доброхотова.
З 1962 по 1978 р. працював в Інституті загальної та неорганічної хімії АН України, де в 1966 році захистив кандидатську дисертацію з спеціальності «металургія легких металів». В 1975 році захистив докторську дисертацію з спеціальності «технологія неорганічних речовин». В 1980 році йому присвоєно вчене звання професора з спеціальності «технологія неорганічних речовин».
В 1978 році обрано за конкурсом на посаду завідувача відділу Інституту колоїдної хімії та хімії води АН України, де працював до лютого 1992 року.
1992–98 – директор ТОВ «Джерельце» (м. Бровари Київ. обл.).
1996–98 – заступник директора – нач. департаменту критич. технологій підприємства «Захід» Міністерства пром. політики України.
В 2005 році отримав почесну грамоту від міністра аграрної політики України за плідну працю у Національному університеті харчових технологій.

Основний науковий напрямок досліджень — розробка технології раціонального використання мінеральної 

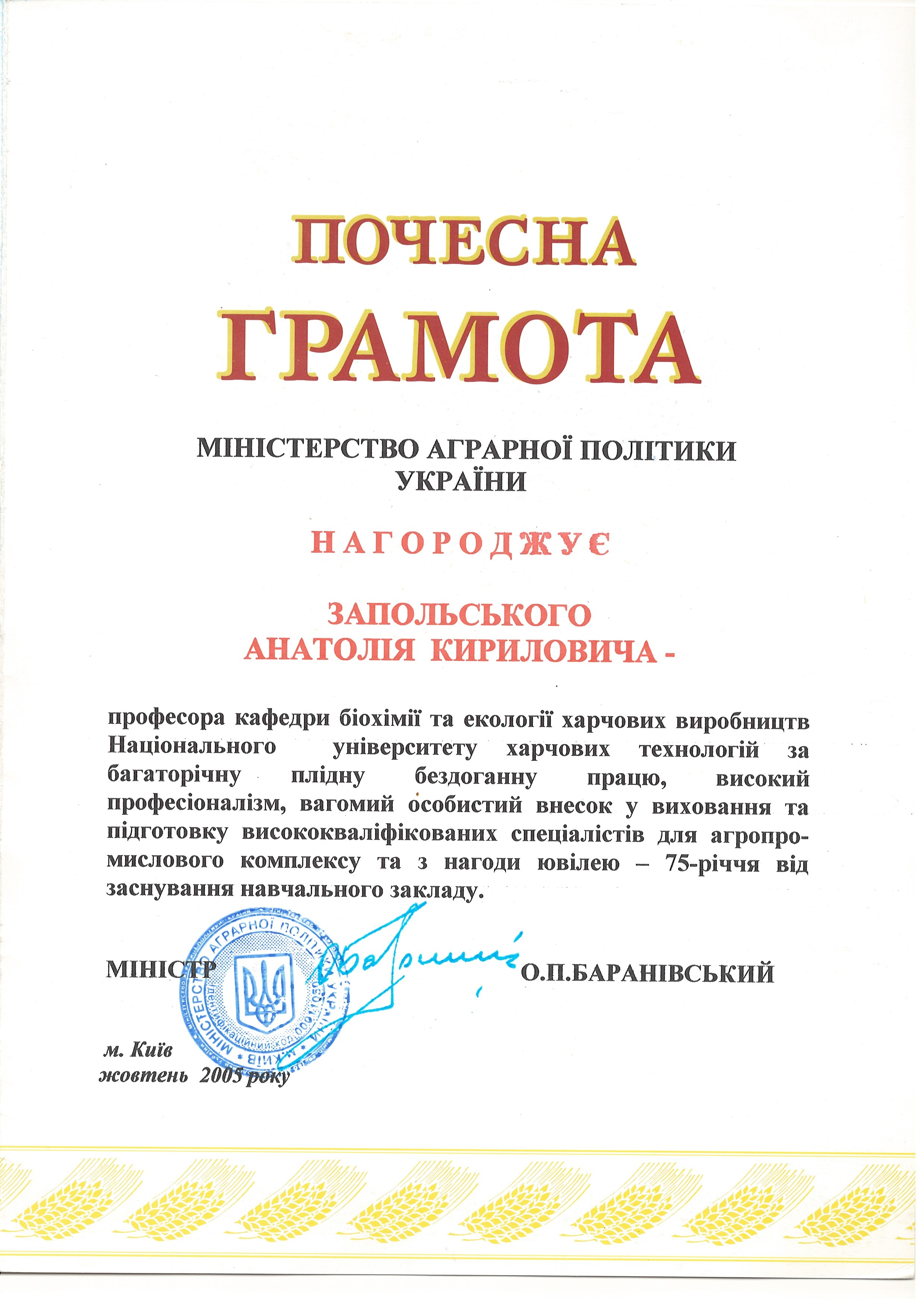

сировини і водних ресурсів та комплексна переробка мінералізованих промислових стічних вод, синтез та застосування нових високоефективних коагулянтів для очистки стічних та питних вод, переробка відходів виробництв, охорона довкілля від забруднення.
Ним розроблена технологія переробки алунітів, каолінів, низькоякісних бокситів та нефелінів сірчанокислим методом, а також технологія комплексної переробки колчеданних огарків (відходів виробництва сульфатної кислоти) на дорогоцінні та кольорові метали, залізооксидний пігмент та порошкове залізо. Розроблена технологія отримання нового класу високоефективних коагулянтів для очищення стічних та питних вод, в тому числі забруднених радіонуклідами.
Розроблено технології комплексної переробки стічних вод гальванічних виробництв, хімічного очищення синтетичних алмазів, а також високоагресивних стічних вод пігментних виробництв.
Створено новий науковий напрямок в технології цементу — легування цементів крентами, що дозволяє досягти різних заданих будівельно-технічних властивостей цементу. Розробив нову фізико-хімічну теорію коагуляційного очищення води.

## Праці
| №  | Назва праці                                                                                  | Джерело                                                                                       | Сторінка                                       | Співавтори                                        |
| -- | -------------------------------------------------------------------------------------------- | --------------------------------------------------------------------------------------------- | ---------------------------------------------- | ------------------------------------------------- |
| 1  | Біологічне очищення стічних вод в бурякоцукровому виробництві                                | Матеріали науково-практичної конференції 1Y Міжнародний водний форум «Аква-Україна-2006»      | Київ, 2006 С. 367—369                          | А. В. Богданович, Н. О. Бублієнко, Л. М. Хомічак. |
| 2  | Інтенсифікація процесу очищення гідролізату від завислих домішок з використанням флокулянтів | Наукові праці НУХТа                                                                           | № 20, 2007, С.9-12                             | А. О. Башта, В. О. Лагода                         |
| 3  | Перспективний шлях розвитку бурякоцукрового виробництва                                      | Матеріали науково-техн.конференції цукровиків України Київ, 2007                              | С.91-93                                        | Л. М. Хомічак                                     |
| 4  | Про можливі варіанти виходу з кризи бурякоцукрового виробництва                              | Ж."Цукор України" № 2 2007                                                                    | С.13-15                                        | Л. М. Хомічак                                     |
| 5  | Ефективність алюмінієвих коагулянтів різної основності при очищенні природної води           | Ж."Екологія довкілля та безпека життєдіяльності", № 2, 2007.                                  | С.48-52                                        | О. Хижняк В. Я. Демченко П. В. Галюк              |
| 6  | Застосування основних сульфатів алюмінію для ефективного очищення природної води             | Наукові праці НУХТ, № 2, 2007                                                                 | C.7-11                                         | О. Хижняк                                         |
| 7  | Путь решения проблемы обеззараживания питьевой воды                                          | Матер. Всероссийской научной конф. С междунар. участием.                                      | Тверь, Россия, 25-26 октября, 2007. С.491-493. | О. Хижняк                                         |
| 8  | Знебарвлення природних поверхневих вод для питних потреб                                     | Ж."Вода і водоочисні технології"                                                              | № 4(24), 2007, С.16-22.                        | "                                               |
| 9  | Физико-химическая теория коагулирования примесей электролитами                               | Сб."Металлургия легких и тугоплавких метал- лов". Матер. Междурар. Научно-технич. Конференции | Окарин-бург УГТКУ-УПИ 2008.С.35-41             | "                                               |
| 10 | Агрегативна стійкість ліофільних колоїд дно-диспер-сних систем                               | Укр.хім.ж.,Т.76, № 10.                                                                        | С.89-96                                        | "                                               |
| 11 | Проблеми якості питної води                                                                  | Ж."Водне господарство України" ,№ 6, 2010.                                                    | С.50-52                                        | І.Захаркевич                                      |
| 12 | Водозабезпеченість і якість підземних вод Житомирщини                                        | Ж. «Водне господарство України» № 1, 20011.                                                   | С.26- 31                                       | І.Захаркевич, П.Малярчук                          |
| 13 | Наномицеллярные структуры в коллоидной химии                                                 | Укр..хим.ж. Т.77, № .4,2011                                                                   | С.71-76                                        | "                                               |
| 14 | Радіоактивне забруднення підземних вод Житомирщини                                           | Вода і водоочисні технології № 2(4) 2011                                                      | С.18-23                                        | І.Захаркевич                                      |
| 15 | Моніториг екологічного стану поверхневих вод Житомирщини                                     | Ж.’’Водне господарство Украіни’’, № 6,2011                                                    | С.18-21                                        | I.Захаркевіч, А.Войцицький, М.Шкльода             |
| 16 | Моніторинг підземних вод Полісся                                                             | Вісник Дніпропетровського університету,№ 7/1,т.19,2011                                        | Серія: Біологіямедицина, вип.2, т.2            | I.В.Захаркевич                                    |

## Бібліографічний опис
1. Технология коагулянтов / К. В. Ткачев, А. К. Запольский, Ю. К. Кисиль. — Л.: Химия, 1978. — 184 с.
2. Сернокислая переработка высококремнистого алюминиевого сырья / А. К. Запольский. — К.: Наукова думка, 1981. — 208 с.
3. Комплексная переработка минерализованных вод / А. Т. Пилипенко, Н. Г. Вахнин, А. К. Запольский и др. — К.: Наукова думка, 1984. — 284 с.
4. Комплексная переработка шахтных вод / А. Т. Пилипенко, И. Т. Гороновский, А. К. Запольский и др. — К.: Техника, 1985. — 183 с.
5. Коагулянты и флокулянты в процессах очистки воды. Свойства. Получение. Применение / А. К. Запольский, А. А. Баран. — Л.: Химия, 1987. — 208 с.
6. Комплексная переработка сточных вод гальванического производства / А. К. Запольский, В. В. Образцов. — Киев, Техника, 1989. — 199 с.
7. Теорія процесів виробництва неорганічних речовин: Навч. посібник / І. М. Астрелін, А. К. Запольський, І. М. Прокоф'єва, В. І. Супрунчук. — К.: Вища шк., 1992. — 603 с.
8. Фізико-хімічні основи технології очистки стічних вод: Підручник / А. К. Запольський, Н. А. Мішкова-Клименко, І. М. Астрелін, М. Т. Брик, П. І. Гвоздяк., Т. В. Князькова. — К.: Лібра, 2000. — 554 с.
9. Основи екології: Підручник / А. К. Запольський, А. І. Салюк — К.: Вища шк., 2001. — 360 с.; 2-е вид., допов. і переробл. — К.: Вища шк., 2005. — 378 с.; 4-те вид., доповн. і переробл. — К.: Вища шк., 2010. — 399 с.: іл.
10. Водопостачання, водовідведення та якість води: Підручник / А. К. Запольський. — К.: Вища шк., 2005.– 671 с.
11. Екологізація харчових виробництв: Підручник / А. К. Запольський, А. І. Українець. — К.: Вища шк., 2005.– 423 с.
12. Коллоидно-химические основы нанонауки / под. ред. А. П. Шпака, З. Р. Ульберг. — К.: Академпериодика, 2005. — 466 с.
13. Гідрологія. Підземні води: Навч. посібник. — К.: НУБіП, 2010. — 184 с.
14. Nanoscience. Colloid and Interfacial Aspects. Edited by Victor M. Starov. Loughborough University Leicestenshire United Kingdom, 2010 by Taylor and Francis Group, LLC, Boca Raton London New York // Section IX. Application of Nanostructures in the Process of Water Treatment by Coagulation (p.p. 1093—1129): Монографія. London, New York, 2010. — 1216 р.
15. Очистка воды коагулированием: монограф. / А. К. Запольський. — Камянец-Подольский: ЧП «Медоборы-2006», 2011. — 296 с.: ил.